# Dextran 70
Dextran 70 là một loại chất lỏng được tiêm vào tĩnh mạch để làm tăng thể tích máu. Cụ thể hơn thì thuốc được sử dụng cho những trường hợp sốc chẳng hạn như khi bị chảy máu nhiều hoặc bỏng trong trường hợp truyền máu không có sẵn kịp thời. Tuy nhiên, chất lỏng này không tăng khả năng mang oxy.
Các tác dụng phụ thường gặp bao gồm nôn mửa, sốt và đau khớp. Các tác dụng phụ khác bao gồm phản ứng dị ứng và đông máu kém. Chúng không được khuyến cáo sử dụng ở những người bị suy thận, suy tim đáng kể, hoặc rối loạn đông máu. Việc sử dụng trong khi mang thai cũng không được khuyến cáo. Thuốc hoạt động bằng cách kéo chất lỏng từ không gian bên ngoài mạch (dịch kẽ) vào trong mạch máu.
Dextran 70 đã được chấp thuận cho sử dụng y tế vào năm 1947. Nó nằm trong danh sách các thuốc thiết yếu của Tổ chức Y tế Thế giới, tức là nhóm các loại thuốc hiệu quả và an toàn nhất cần thiết trong một hệ thống y tế. Chi phí bán buôn ở các nước đang phát triển là khoảng 4,10 đến 5,25 USD / 500 ml. Ở Vương quốc Anh, liều này tốn khoảng 57,00 bảng Anh. Tại Hoa Kỳ, chi phí là khoảng 25 đến 50 USD cho mỗi liều. Chúng có trong dung dịch nước muối sinh lý hoặc dung dịch glucose.